# Сергиј Волински
Сергиј Јарославович Волински (укр. Сергій Ярославович Волинський; Полтава, 31. јануар 1992) јесте мајор Војно-поморских снага Украјине и в.д. командант 36. бригаде маринаца.

## Руско-украјински рат
Волински је служио у украјинској војсци током анексије Крима, а такође је учествовао у рату у Донбасу од 2014. године.

### Битка за Маријупољ
Током инвазије Русије на Украјину 2022. године, као један од команданата 36. бригаде маринаца, учествовао је у бици за Маријупољ.
Дана 13. априла 2022. године, део 36. бригаде под командом Сергија Волинског успешно се повезао са неонацистичким пуком Азов како би наставио заједнички отпор на територији челичане Азовстаљ. Ово су у заједничкој видео поруци саопштили командант Азова Денис Прокопенко и Волински, кога су украјински медији помињали као новог команданта 36. бригаде.
Волински је 8. априла написао писмо папи Фрањи, тражећи од њега да помогне у спасавању људи из Маријупоља.
Дана 20. априла 2022. године обратио се Џоу Бајдену, Реџепу Тајипу Ердогану, Борису Џонсону и Володимиру Зеленском са захтевом да се заустави блокада Маријупоља ради евакуације цивилног становништва, укључујући децу, рањене и мртве, који се налазе у бункерима опкољене челичане Азовстаљ.
Дана 27. априла 2022. године, током блокаде Маријупоља, снимио је још једну видео поруку у којој позива да се примени „процедура извлачења“ на украјинске војнике и цивиле блокиране у Маријупољу, по узору на операцију Динамо током Другог светског рата. Волински је рекао да у групи украјинских трупа у Азовстаљу има више од 600 рањених војника и да им је заиста потребна медицинска помоћ. Такође, према његовим речима, на територији челичане има рањених цивила.
Дана 20. маја 2022. године предао се руским снагама и од тада се налазио у заробљеништву, све до размене заробљеника у септембру 2022. године када се вратио у Украјину.